# Ga Apgujeongrodeo
Ga Apgujeongrodeo (Tiếng Hàn: 압구정로데오역, Hanja: 狎鷗亭로데오驛) là ga tàu điện ngầm trên Tuyến Suin–Bundang, nằm giữa Apgujeong-dong, Cheongdam-dong và Sinsa-dong, Gangnam-gu, Seoul. 'Apgujeongrodeo' được sử dụng làm tên ga đã được xác nhận để tránh nhầm lẫn với Ga Apgujeong trên Tàu điện ngầm Seoul tuyến 3.

## Lịch sử
- 18 tháng 9 năm 2012: Thông báo bảng cự ly đường sắt[1]
- 6 tháng 10 năm 2012: Bắt đầu hoạt động với việc khai trương đoạn Wangsimni ~ Seolleung của Tuyến Bundang.

## Bố trí ga
| ↑ Rừng Seoul           |
| \| １                  |
| Văn phòng Gangnam-gu ↓ |

| １ | ●Tuyến Suin–Bundang | → Hướng đi Seonjeongneung · Seohyeon · Suwon · Incheon → |
| ２ | ●Tuyến Suin–Bundang | ← Hướng đi Rừng Seoul · Wangsimni · Cheongnyangni        |

## Xung quanh nhà ga
- Phố Apgujeong Rodeo
- Hội trường Sang trọng của Galleria Department Store
- Trường trung học Cheongdam
- NamooActors
- Apgujeong Hanyang APT
- Hakdongsageori
- Con đường Ngôi sao Hallyu (K-Star Road)